# Perris Benegas
Perris Benegas (1995) é uma desportista estado-unidense que compete no ciclismo, na modalidade de BMX estilo livre. Ganhou uma medalha de ouro no Campeonato Mundial de Ciclismo Urbano de 2018, na prova de parque.
Nas Olimpíadas de Paris 2024, ganhou a medalha de prata.

## Palmarés internacional
| Campeonato Mundial | Campeonato Mundial | Campeonato Mundial | Campeonato Mundial |
| Ano                | Lugar              | Medalha            | Competição         |
| ------------------ | ------------------ | ------------------ | ------------------ |
| 2018               | Chengdu China      | Medalha de ouro    | Parque             |